# De poort naar 2221
De Poort naar 2221 is een sciencefictionverhaal van Katie Velghe. Het boek is geschreven voor kinderen van 12 jaar en ouder. 
Het verhaal gaat over Bram, een 15-jarige jongen die na een val plots in de toekomst belandt, in het jaar 2221. Het blijkt dat de natuur volledig vernield is. Er zijn wel nog mensachtige wezens, die leven in een strikte klassenmaatschappij.
Een profetie doet de ronde: binnenkort zou een soort messias (de Onmens) op de wereld komen die alle mistoestanden rechtzet. Bram trekt naar de plaats waar de Onmens zou verschijnen.